# Manuel López Blanco
Manuel López Blanco (Madrid, 1924-Madrid, 1992) fue un dibujante de cómic español que destacó por sus cuadernos de aventuras para la editorial Maga y por su magisterio sobre otros autores, como Carlos Giménez.

## Biografía
Manuel López Blanco se dio a conocer en Aventuras del FBI, que había abandonado Luis Bermejo. En su estudio contrató a unos jovencísimos Esteban Maroto y Carlos Giménez, quienes le ayudaban con el abocetado y los fondos, respectivamente.
Entró luego en la Editorial Maga, donde trabajó con el guionista Juan Antonio de Laiglesia en series como Huracán (1960) y las exitosas El Coloso (1960) y El Espíritu de la Selva (1962).

## Estilo
El investigador Pedro Porcel Torrens califica su trazo como académico y equilibrado.

## Obra
| Años | Título                   | Guionista                 | Editorial | Género                       |
| ---- | ------------------------ | ------------------------- | --------- | ---------------------------- |
|      | Diamante Negro           |                           | Rialto    |                              |
|      | Aventuras del FBI        |                           | Rollán    | policíaco                    |
| 1960 | Huracán                  | Juan Antonio de Laiglesia | Maga      | Ciencia ficción              |
| 1960 | Coloso, El               | Juan Antonio de Laiglesia | Maga      | Histórico, variante "peplum" |
| 1962 | Espíritu de la Selva, El | Juan Antonio de Laiglesia | Maga      | Aventuras                    |